# ソアネ・トンガウィラ
ソアネ・トンガウィラ（Soane Tongaʻuiha、1982年1月21日 - ）は、トンガのラグビーユニオン選手。

## プロフィール
- トンガ・ホーマ出身[1]。
- ポジションはプロップ(PR)。
- 身長 191cm、体重 130kg
- 弟のハドソン（英語版）もラグビー選手[2](トンガ代表)。
- U21ニュージーランド代表に選ばれたことがある[3]。
- トンガ代表通算キャップ数は18でラグビーワールドカップ2007・2011・2015のトンガ代表に選ばれた[4]。

## 略歴
オークランド、ベッドフォード・ブルーズ、ノーサンプトン・セインツ、ラシン・メトロ92、オヨナ、ブリストルを経て、2018年、アンプティルRUFCに加入。